# Stagno (Lastra a Signa)
Stagno è una frazione del comune di Lastra a Signa in provincia di Firenze.

## Geografia fisica
La frazione confina a est e a sud con il comune di Scandicci, a nord con il comune di Signa e a ovest con il suo capoluogo Lastra a Signa. L'Arno delimita i confini con Signa, mentre il Vingone con Lastra a Signa.

## Storia
Il borgo è nato negli anni ottanta ed è la zona artigianale e industriale del comune.
Il 6 luglio 1884  per imprudenza, un barroccio urtò la locomotiva del tram della tranvia di Signa: il conducente restò gravemente ferito e il suo compagno di viaggio morì sul colpo.
Nel 2002 è stato inaugurato il parco fluviale di Lastra a Signa.
La frazione è balzata alle cronache nazionali in merito alla mancata realizzazione della bretella autostradale Lastra a Signa-Prato.

## Luoghi d'interesse
Il Parco fluviale "Di là d'Arno" è stato inaugurato nel maggio 2002 e comprende un'area di 19 ettari. L'area verde è dotata di diverse strade pedonali, di una pista ciclabile e di un'ippovia.

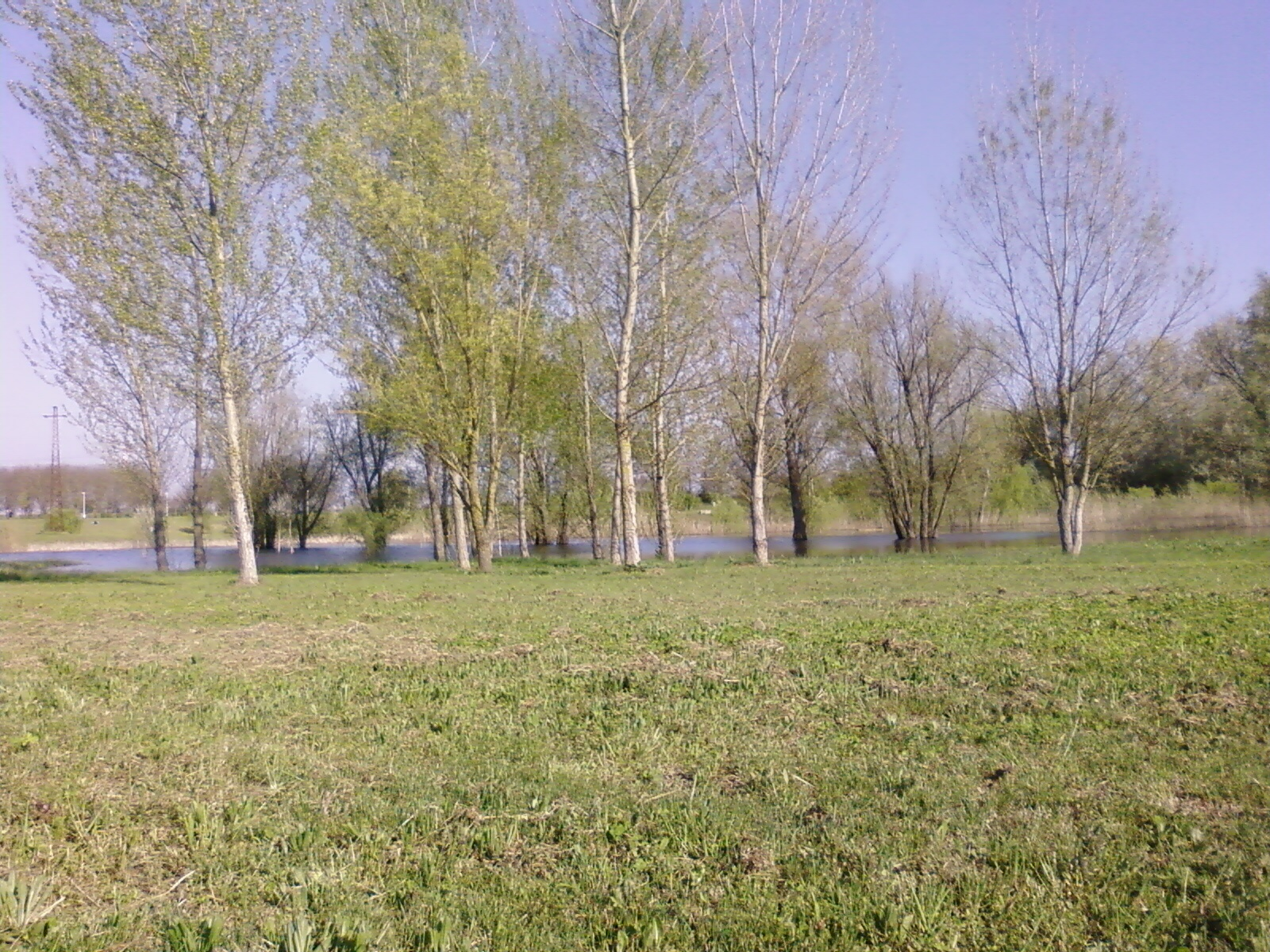
Il parco fluviale